# غوستافو كيويستا
غوستافو كيويستا هو منافس ألعاب قوى دومينيكاني، ولد في 14 نوفمبر 1988 في سان بيدرو دي ماكوريس في جمهورية الدومينيكان.

## وصلات خارجية
- غوستافو كيويستا على موقع الاتحاد الدولي لألعاب القوى (الإنجليزية)
- غوستافو كيويستا على موقع أوليمبيديا (الإنجليزية)